# Valavoire
Valavoire ist eine französische Gemeinde mit 39 Einwohnern (Stand 1. Januar 2022) im Département Alpes-de-Haute-Provence in der Region Provence-Alpes-Côte d’Azur. Sie gehört zum Arrondissement Forcalquier und zum Kanton Seyne.

## Geographie
Die Gemeinde liegt in den französischen Seealpen und grenzt im Norden an Clamensane, im Osten an Bayons, im Südosten an Authon, im Südwesten an Saint-Geniez und im Westen an Châteaufort. Der Dorfkern liegt auf 1200 m.

## Bevölkerungsentwicklung
| Jahr      | 1962 | 1968 | 1975 | 1982 | 1990 | 1999 | 2008 | 2012 |
| --------- | ---- | ---- | ---- | ---- | ---- | ---- | ---- | ---- |
| Einwohner | 69   | 45   | 36   | 45   | 40   | 27   | 36   | 39   |